# Нинъу
Нинъу́ (кит. упр. 宁武, пиньинь Níngwǔ) — уезд городского округа Синьчжоу провинции Шаньси (КНР).

## История
При империи Западная Хань в этих местах был создан уезд Лоуфань (楼烦县); он был расформирован при империи Западная Цзинь. При империи Северная Вэй были образованы округа Гуаннин (广宁郡) и Шэньу (神武郡); при империи Северная Ци они были присоединены к округу Тайпин (太平郡). При империи Северная Чжоу округ Тайпин был расформирован.
При империи Тан был создан военный округ Нинъу (宁武军), название которого было образовано из вторых иероглифов название округов Гуаннин и Шэньу; позднее военный округ Нинъу был расформирован, а вместо него был создан военный округ Гуцзюнь (固军).
При империи Сун в 979 году военный округ Гуцзюнь был преобразован в уезд Нинхуа (宁化县). Впоследствии уезд ещё несколько раз становился военным округом, а округ вновь преобразовывался в гражданский уезд. После установления власти монголов в 1221 году и округ, и уезд были расформированы.
При империи Цин в 1725 году были образованы Нинъуская управа (宁武府) и уезд Нинъу. После Синьхайской революции в Китае была проведена реформа структуры административного деления, в результате которой управы были упразднены, и поэтому остался только уезд Нинъу.
В 1949 году был образован Специальный район Синьсянь (忻县专区), и уезд вошёл в его состав. В 1958 году Специальный район Синьсянь и Специальный район Ябэй (雁北专区) были объединены в Специальный район Цзиньбэй (晋北专区). В 1961 году Специальный район Цзиньбэй был вновь разделён на Специальный район Ябэй и Специальный район Синьсянь, и уезд снова оказался в составе Специального района Синьсянь.
В 1967 году Специальный район Синьсянь был переименован в Округ Синьсянь (忻县地区).  В 1983 году Округ Синьсянь был переименован в Округ Синьчжоу (忻州地区).
В 2000 году постановлением Госсовета КНР были расформированы округ Синьчжоу и городской уезд Синьчжоу, и создан городской округ Синьчжоу.

## Административное деление
Уезд делится на 4 посёлка и 10 волостей.